# Idyella tenuis
Idyella tenuis är en kräftdjursart som först beskrevs av Brady.  Idyella tenuis ingår i släktet Idyella och familjen Tisbidae. Inga underarter finns listade i Catalogue of Life.